# 佛教音樂

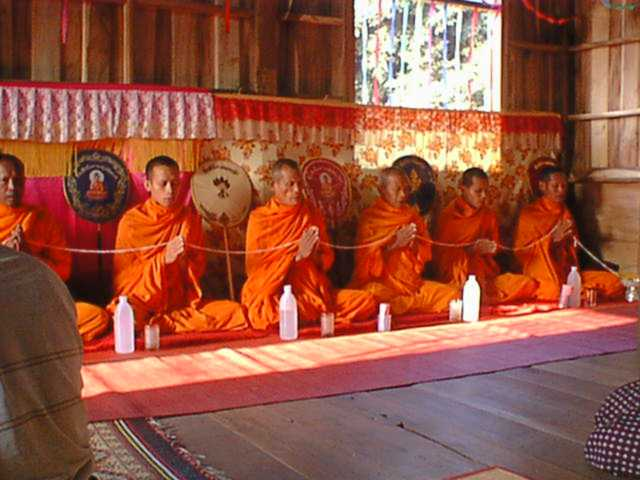
誦經的僧侶

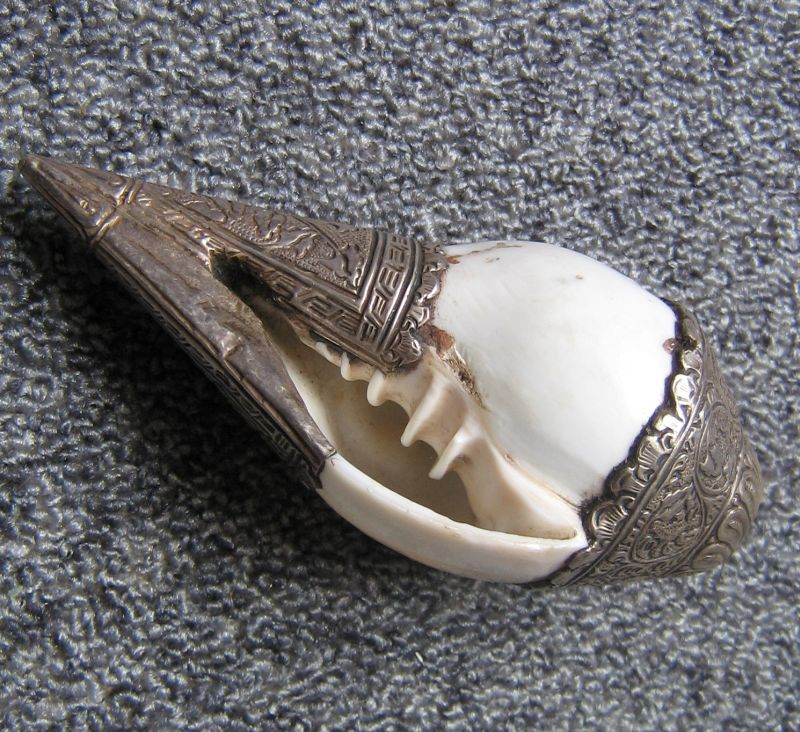
法螺

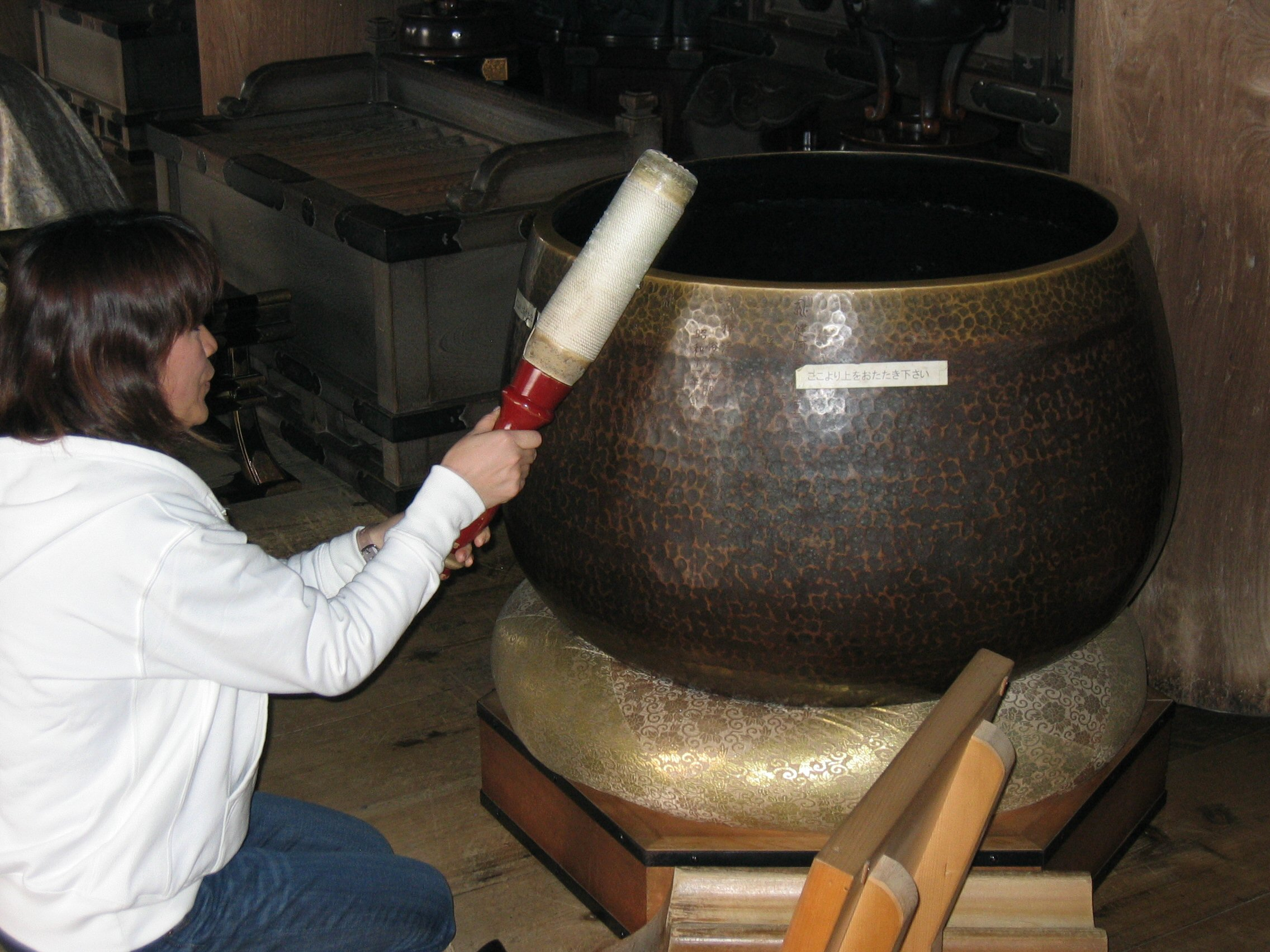
京都清水寺的法器

佛教音樂，在古時也叫佛曲，屬宗教音樂的一種。原指佛教儀式中的梵唄，但現在多包含透過唱片工業產生的錄音音樂，此種音樂已結合流行音樂，歌詞亦不受限於經文或咒語，可作為音樂治療方式之一。

## 梵唄

### 漢地梵唄
梵唄來自「梵」和“唄匿”，亦即唄匿，是佛教的唱誦形式。
佛教最初傳入中國時，來自印度的僧人到中國都以翻譯經典為主，傳授梵唄卻並不多。根據《高僧傳》卷十三的記載：「自大教東流，乃譯者眾，而傳聲蓋寡，良由梵音重複，漢語單奇，若用梵音以詠漢語，則聲繁而偈迫，若用漢語以詠梵文，則韻短而辭長，是故金言有譯，梵音無授。」
公元6世纪，中国南朝僧人慧皎在其著作《高僧传》中记载：「東國之歌也，則結韻以成詠；西方之讚也，則作偈以和聲。雖復歌讚為殊，而並以協諧鐘律，符靡宮商，方乃奧妙。故奏歌於金石，則謂之以為樂；設讚於管弦，則稱之以為唄。」（《高僧傳》卷十五）。这说明在6世纪之前，中国佛教寺院内已经流行“唄唱”。
梵唄主要有三種用途。首先是講經儀式，通常行於講經前後。其次是六時行道，即寺院每日作朝暮課誦之用。最後就是經懺法會，譬如「觀音菩薩聖誕」、「梁皇寶懺」、「水陸法會」等等。唐代之前产生的唄唱作品有《如來唄》（《如來梵》）、《云何唄》（《云何梵》）、《處世唄》，及《讚佛偈》等。唱词都出自佛经。

### 巴利梵唄
根據上座部佛教的傳統，頌讚以巴利語為主，有時候夾雜方言。其中，比較著名的上座部佛教梵唄有:
- 初次禮敬佛陀
- 三寶
- 五戒
- 禮敬佛陀
- 禮敬佛法
- 禮敬僧伽
- 反省五事

## 中国佛教音乐

### 漢傳佛教音樂
佛教音樂可以分為贊、偈、咒、誦四大類。贊，有祈禱和歌頌佛祖之意。贊同詞為韻體體裁，以八句、六句或四句為一組。譬如《戒定真香》、《佛寶贊》、《楊枝淨水》等。偈，梵文唱，有五字體和七字體之分，有八句復唱，也有四句復唱。咒，即是咒文，由梵音轉讀，只可意會而不可解讀。無韻咒常以木魚單點伴擊；有韻咒則常以磬、鈴、鐺來伴奏。誦，即唱誦，與贊同是韻體體裁，但更富音樂性。

#### 歷史

##### 東漢及三國時期
在三國時期的吳國，則出現了讚菩薩連句梵唄，是由孫權的「智囊」支謙所作。支謙名越，號恭明，月氏族後裔。精通汉文、梵文，後又學梵書，精通天文圖讖，陰陽五行、音律、文學等等。自黃武元年（222年）至建興二年（253年），從事譯經活動長達三十年，而他所創作的讚菩薩連句梵唄流行於江南一帶。在翻譯文學方面，他主張意譯，儘量漢化佛教術語而少用胡音。正如《太平廣記》卷八十七，說：「（支）謙以大教雖行，而經多梵文，未盡翻譯，己妙善方言，方欲集眾本，譯為漢文，從吳黃武元年至建興中，所出《維摩》、《大般若》……等四十九經，曲得聖儀，辭旨文雅。」
到了支謙譯經活動的末期，康居國康僧會抵達建康。他根據《泥洹經》創作了泥洹梵唄。康僧會本來於印度居住，後來跟隨父親的商旅前往中國，但卻出家為僧，於吳赤烏十年（247年）開始翻譯佛經。根據《高僧傳》卷一記載，泥洹梵唄「清靡哀亮，一代模式。」
三國魏武帝第三子曹植根據東吴月氏优婆塞支謙所翻譯的《太子瑞應本起經》寫成《太子頌》與《睒頌》，成為後來的漁山梵唄。梵唄是一種以短小佛偈為主，配合樂器伴奏，來歌頌菩薩的頌歌。漁山，又名吾山，在山東省東阿縣以西。曹植在太和三年被封為東阿王。他曾在遊覽漁山，故被後人稱之為「漁山梵唄」。

##### 南北朝
在南北朝時代，有很多關於歌詠伎樂舞蹈的記錄，譬如雲岡第十二窟門楣上方，有一幅石刻浮雕圖描繪一群伎樂天，使用十四種不同的樂器來演奏。樂器可分為管樂器、弦樂器、打擊樂器三大類。
在魏晉南北朝時期仍然有繼續的發展。西晉末年，來自西域僧人帛尸梨密多羅曾經到建康的建初寺住居。根據宋贊寧的《宋高僧傳》記載，「曾作胡唄三契，梵音凌雲，次誦咒數千言，聲音高暢，顏容不改，既而揮涕收淚，神氣自若。又授弟子覓歷高聲梵唄於今。」高音成了這個梵唄的聲腔特點。東晉時，月支國支曇龠也到了建業建初寺，教授發音與轉讀，並且創作了「六言梵唄」，在當時非常流行。《高僧傳》卷十三記載：「善轉讀，曾夢天神授其聲法，覺因裁制新聲，梵音清靡，四飛卻轉，反折還弄，雖復東阿先變，康會後 造，始終循環，未有如龠之妙，後進傳羅，莫匪其法，所制六言梵唄，傳聲於今後。」

南朝梁武帝非常信奉佛教，他把《善哉》、《大樂》、《大歡》、《天道》、《仙道》、《神王》、《龍王》、《滅過惡》、《除愛水》、《斷苦輪》等十篇梵唄定為正樂，並且設立有法樂童子伎、童子倚歌的梵唄，更舉行無遮大會。

##### 隋唐
在隋唐時代，佛教音樂也不斷流傳，根據陳場《樂書》「胡曲調」，記錄唐代樂府曲調有《普光佛曲》、《彌勒佛曲》、《日光明佛曲》、《大威德佛曲》、《如來佛曲》、《藥師琉璃光佛曲》、《龜茲佛曲》、《釋迦牟尼佛曲》、《觀法會佛曲》、《寶花步佛曲》、《摩尼佛曲》、《觀音佛曲》等等，共26曲。可見，佛教的發展豐富了民間音樂與說唱藝術。

##### 宋遼金
隨著宋朝北部邊境的遼、西夏勢力日盛，中國與印度與西域等地的文化交流大大減少，佛教音樂的發展也變得保守，並且逐漸與民間曲調合流。例如民間曲調的《掛金鎖》、《望江南》、《柳含湮》、《山坡羊》、《浪淘沙》、《阿彌陀贊》、《虔誠獻香花》、《回向偈》等佛曲流傳至今。

##### 元明清
元明清梵唄已極度通俗化，佛樂混入俗樂，實力衰微，但也使得俗樂的樂器、曲調風格有了較大發展。元朝時盛行南北曲，佛教歌讚也大受影響。明成祖於永樂十五年至十八年（1417--1420）編《諸佛世尊如來菩薩尊者名稱歌曲》50卷，就是採用當時流行的南北曲的各種曲調填寫的。其中前半部是散曲，後半部是套曲。散曲中有《普天樂》、《锦上花》、《鳳鸞吟》、《喜江南》、《青玉樂》、《梧枝兒》、《沉醉東風》、《彩風吟》、《沉醉东风》、《步步娇》、《早香词》等三十曲。

##### 近現代
近現代佛教音樂承自清代，也分南北曲調，有近二百曲，如《戒定真香》（掛金鎖）、《香供养》（一绽金）等。《十供养赞》有三种调：《望江南》（香借养），《柳含烟》（虔诚献香花），《金字经》（戒香定香与慧香）。《三宝赞》和《十地赞》的曲调是《柳含烟》，《西方赞》是《金砖落井》，《开经偈》的曲调是《破荷叶》。至今仍有峨眉山、五台山、西安、福州等地，保存自元明流传下来的佛曲，它們采用唐宋的燕乐风格和元代曲调编成。
中國佛教的教歌《三寶歌》由民國高僧弘一法師譜曲、太虛大師作詞。

### 藏傳佛教音樂
藏傳佛教的音樂是以佛殿樂為主。它是一種古老的藝術形式，慢慢演變成程式化的佛殿樂曲，並且有專門的樂隊來演奏。佛殿樂，顧名思義就是它是因應寺院內宗教活動而產生，主要在佛殿中演奏。旋律優美，典雅肅穆，就是佛殿樂的特色。藏傳佛教的每一所寺院，都流傳著自己風格的佛殿樂。譬如甘肅省南藏族自治州境內的拉卜楞寺的佛殿樂，誕生於18世紀初期。當時，由該寺的大活佛在從青海返回甘肅時，容許隨從借奏樂來消除旅途艱辛的想法。自此旅途上奏樂自樂成了習慣，並成為拉卜楞寺院的規矩。他們在不同的時候，會演奏不同的傳統的宗教曲，譬如清晨會演奏《黎明晨曲》，入夜後演奏《臥宿曲》。除此之外，拉卜楞寺保留下來的佛殿樂曲已寥寥無幾，剩下《姜懷優索》、《萬年觀》、《五台山》、《孝卡麻爾》、《喇嘛達夏》、《智布欽加居》、《仁欽恰爾帕》、《堆彭》、《巴華爾》、《投金千寶》等等。

## 当代佛教流行音乐

### 人間音緣
1953年，星雲大師初到台灣宜蘭弘法，為了引導青年學佛，便是以現代歌曲為橋梁，成立了青年歌詠隊，讓信眾透過音樂的傳遞來體會佛法生命的真義。由此可見，佛光山音樂弘法的傳統頗為淵遠，這種突破傳統的創新方式，在當時即獲得了社會的熱烈回響。星雲大師為讓佛教音樂更人間化、生活化、大眾化、普及化，佛光山於2003年開始舉辦「人間音緣」，廣邀世界各地音樂人參與創作，為星雲大師所寫的詩詞譜曲。經過多年的辛勤耕耘，「人間音緣」已成為一個宣導真誠、傳遞善美的國際性音樂創作盛會，備受海內外藝文界的關注和肯定。這些不同曲風的人間音緣歌曲，不僅通俗易懂、琅琅上口，令人倍感親切、舒適，更可藉由佛教歌曲清淨的音聲，與和諧之意境，為社會帶來祥和、安寧，以建造一個快樂的人間淨土。
通俗易懂的佛教歌曲具有修身養性、陶冶性情的功能。佛經大都艱深難懂，若想讀懂佛經、通曉佛理，實非易事，不僅費時費力，而且會無功而廢，但以佛教內容創作的「人間音緣」音樂則智慧地化解了這一障礙，佛教音樂的創作，其傳播不受民族、國界、語言的限制，具有普遍性，可謂是弘法的利器和方便善巧。星雲大師曾說：「凡是佛說的、人要的、淨化的、善美的，都是人間佛教。我一生努力弘法的方向，就是把佛教落實人間，使生活美滿，家庭幸福，在精神上、心靈中、人際間都很和諧。」
星雲大師為了引導青年學佛，就以音樂的方式，以佛教歌曲為橋梁進行弘法布教，使佛陀的教誨成為二十一世紀人類心靈的加油站。大師一直以歌曲結緣大眾，給人信心，給人歡喜，給人希望，給人方便。

### 新世纪风
除了「人間音緣」等秉持“人间佛教”理念的通俗化佛教音乐，乘着新世纪音乐（New Age Music）潮流的现代佛教音乐也有了新的發展。一类是与经文、咒文相融合的唱诵曲，另一类是多用于帮助冥想、瑜伽的轻音乐。

### 流行樂風
佛教金屬透過金屬音樂的形式唱誦佛經，也因此吸引了許多年輕人認識佛法，如達摩樂團與閃靈樂團的《合掌》。另外亦有人以嘻哈音樂的形式述說佛法，如大支與達賴喇嘛合作的《人》。

### 艺人
- 梅艳芳
- 齊豫
- 李娜（昌圣法师）
- 孟庭苇
- 王菲
- 黄思婷
- 蔡可荔
- 黄安
- 大支
- 陳曉東
- 阿桑
- 蒲公英合唱團
- 郭富城
- 鄺美雲
- 殷正洋
- 黄慧音
- 敬善媛
- 藥師寺寬邦
- 印能法师
- 耀一法师
- 伊藤佳代
- 達摩樂團
- 觉慧法音合唱团
- 般禅梵唱妙音组

### 引用
1. ↑  参见唐代古籍《慧琳音义》
2. ↑  《佛光大辭典》：以音韻屈曲昇降，能契於曲，為諷詠之聲，乃梵土之法曲，故稱梵唄。
3. 1 2 3 4 5  釋慧雲. . 香港佛教532期 (香港佛教聯合會).   [2009-02-12]. （原始内容存档于2009-01-08） （中文（臺灣））.
4. ↑  慧云. . 佛音網站.   [2009-02-12]. （原始内容存档于2007-12-26） （中文（中国大陆））.
5. 1 2  Khantipalo (1982, 1995).
6. ↑  .   [2010-03-07]. （原始内容存档于2016-11-04）.，.   [2010-03-07]. （原始内容存档于2016-04-17）.
7. ↑  .   [2010-03-07]. （原始内容存档于2016-03-03）.
8. ↑  .   [2010-03-07]. （原始内容存档于2020-08-09）.
9. ↑  .   [2010-03-07]. （原始内容存档于2016-03-03）.
10. ↑  .   [2010-03-07]. （原始内容存档于2016-03-03）.
11. ↑  .   [2010-03-07]. （原始内容存档于2015-09-23）.
12. ↑  Thanisaro (1997)
13. ↑  .   [2009-02-15]. （原始内容存档于2008-05-14）.
14. ↑   (PDF).   [2009-02-15]. （原始内容存档 (PDF)于2016-03-04）.
15. 1 2 3  釋慧雲. . 香港佛教 (香港佛教聯合會).   [2009-02-14]. （原始内容存档于2009-03-21） （中文（臺灣））.
16. ↑  方立天（2001年）
17. ↑  釋聖嚴. . 中華佛學研究所. 1998年4月11日  [2009-02-15]. （原始内容存档于2009年3月21日）.
18. ↑  .   [2009-02-14]. （原始内容存档于2020-08-09）.
19. ↑  . 香港佛教聯合會. 2007-10-18  [2008-11-11]. （原始内容存档于2009-03-21） （中文（香港））.
20. ↑  . 佛教線上. 2008年3月31日  [2008-11-11]. （原始内容存档于2009年3月18日） （中文（臺灣））.
21. 1 2  《龟兹之声，南北曲调》，戴胜德；《民間佛樂與道場音樂 （页面存档备份，存于）》，香港佛學院